# Фальков Валерій Миколайович
 Валерій Миколайович Фальков (нар. 18 жовтня 1978, Тюмень, Тюменська область, РРФСР) — російський державний і політичний діяч. Міністр науки і вищої освіти Російської Федерації з 21 січня 2020 року. Член Всеросійської політичної партії «Єдина Росія».
Ректор Тюменського державного університету (2013—2020). Кандидат юридичних наук, доцент.

## Життєпис
Валерій Миколайович Фальков народився 18 жовтня 1978 року, у Тюмені, Тюменська область.
Закінчив Новоселезнівську середню школу Казанського району Тюменської області.
У 1995 року вступив на юридичний факультет Тюменського державного університету, в 2000 роцы закінчив Інститут держави і права за спеціальністю «юриспруденція», після чого вступив до аспірантуру і в травні 2003 року закінчив її достроково із захистом кандидатської дисертації удосконалення правового регулювання передвиборної агітації в Російській Федерації.
2003 по 2007  — заступник завідувача кафедри конституційного і муніципального права ТюмГУ, в 2007 році присвоєно вчене звання доцента а по кафедрі.
З березня по листопад 2007 року — заступник директора з навчальної роботи Інституту держави і права Тюменського державного університету.
З 2007 по 2011 — проректор з додаткової освіти та філій ТюмГУ, з 2011 по березень 2012 року — директор Інституту права, економіки та управління ТюмГУ.
З жовтня 2012 по квітень 2013 року — виконувач обов'язків ректора Тюменського державного університету (Наказ від 29 жов. 2012 р. № 12-94/44; наказ від 29 жов. 2012 р. № 12-94/45).
21 березня 2013 року обраний ректором ТюмГУ на конференції трудового колективу. (Наказ від 15 квітня 2013 р. № 12-07-03/59; наказ від 15 квітня 2013 р. № 12-07-03/60).
30 квітня 2015 року обраний Головою Ради ректорів вузів Тюменської області.
З 2006 по 2013 — член виборчої комісії Тюменської області з правом вирішального голосу.
З 2009 по 2011 рік обирався головою Ради молодих вчених і фахівців Тюменської області.
З 2013 по 2016 рік — депутат Тюменської Міської Думи VI скликання, член регіональної політичної ради партії «Єдина Росія», голова постійної комісії з містобудування та земельних відносин Тюменської Міської Думи.
З 18 вересня 2016 по 21 січня 2020 року — депутат Тюменської обласної Думи по одномандатному виборчому округу № 17.
З 17 квітня 2018 року призначений ректором ТюмГУ за рішенням атестаційної комісії Міносвіти Росії.
15 січня 2020 року включений до складу робочої групи з підготовки пропозицій про внесення 
поправок в Конституцію РФ.
21 січня 2020 року призначений міністром науки і вищої освіти Російської Федерації.

## Професійна та громадська діяльність
З метою формування в Тюменському регіоні системи пошуку і сприяння розвитку талановитих дітей був ініціатором і організатором міжрегіональної багатопрофільної олімпіади для школярів «Менделєєв».
Член Президії навчально-методичного об'єднання з юридичної освіти вузів Російської Федерації.
Голова редакційної ради альманаху Тобольськ і весь Сибір.
Ініціатор проекту з правової освіти громадян в Тюменській області"Відкрита школа права".
Куратор освітньої програми" перспективи Тюменського регіону: нові індустрії та кадровий потенціал", запущеної Московською школою управління" СКОЛКОВО на замовлення Губернатора Тюменської області у співпраці з Тюменським Державним університетом.
З 2014 року входить до резерв управлінських кадрів під патронажем Президента РФ [Архівовано 12 січня 2021 у Wayback Machine.].
З червня 2015 року увійшов до експертної ради з моніторингу та прогнозування кадрових потреб Тюменської області.
З 25 грудня 2018 року увійшов до складу Ради з науки і освіти при Президентові Російської Федерації.

## Висловлювання
«Ми стоїмо на переломі — таке буває раз на кілька століть, — коли сама освітня модель кардинально змінюється. Ми на порозі нового технологічного укладу, і освіта не може бути таким, яким воно було в XIX столітті або навіть в XX».

## Нагороди та звання
- Почесна грамота Міністерства освіти Російської Федерації]] (2003) і Губернатора Тюменської області]] (2008)
- Подяка Губернатора Тюменської області (2008)
- Почесний нагрудний знак Тюменської обласної Думи]] (2009)
- Лауреат вищої юридичної премії в Тюменській області
- Подяка повноважного представника Президента РФ в Уральському федеральному окрузі (2015)
- Подяка Департаменту освіти і науки Тюменської області (2015)
- Подяка голови Ради Федерації Федеральних Зборів Російської Федерації (2017).